# Het Zwin (Zeeland)
Het Zwin is een Nederlands natuurgebied bij de monding van de Westerschelde, tussen Cadzand-Bad, Retranchement en de grens met België. Het Zwin is eigendom van Stichting Het Zeeuwse Landschap. Het gebied heeft een oppervlakte van 75 hectare en omvat tevens de Kievittepolder. Die beide gebieden samen zijn één Natura 2000-gebied met de naam Zwin & Kievittepolder volgens de Staatscourant en Zwin en Kievittepolder volgens de webpagina van het Ministerie van Landbouw, Natuur en Voedselkwaliteit. Het gebied omvat het Nederlandse deel van een ooit economisch en politiek belangrijke zeearm, Zwin genaamd. Het veel grotere Belgische deel is, onder de naam Zwin Natuur Park, eveneens een natuurreservaat.

## Geschiedenis
De zeearm verzandde vanaf de middeleeuwen steeds meer. In het midden van de achttiende eeuw was de haven van Sluis zelfs voor kleine schepen onbereikbaar geworden. In 1861 werd de haven afgedamd en ontstond de 'Sluissche Havenpolder'. In 1864 volgde de noordelijker gelegen 'Zwinpolder'. Een volgende stap was de aanleg in 1873 van de 'Internationale Dijk', ook wel 'Zwindam' genoemd. Toen werd ook het beurtschip 'Hennenfreud', dat vanuit Retranchement een veerdienst op Holland onderhield verkocht en kwam er definitief een einde aan het Zwin als scheepsroute.
Vooral de Compagnie "Het Zoute" heeft zich ingespannen om de Zwinmonding als natuurgebied te behouden, terwijl uiteindelijk ook het Nederlandse deel in handen van een natuurbeschermingsorganisatie kwam. Toch werden van Nederlandse zijde in 1950 nog plannen ter afdamming van de Zwingeul voorgesteld. Aanleiding daartoe was het feit dat de Zwingeul op Nederlands gebied de achterzijde van de duinen begon te ondermijnen. De afdammingsplannen zijn, vooral door protesten van Belgische zijde, niet uitgevoerd. In plaats daarvan werd een nieuwe Zwingeul uitgegraven die de duinen niet meer ondermijnde.
In 2019 is het Nederlandse deel van het Zwin 10 hectare groter geworden na het doorsteken van de Internationale Dijk, het Belgische deel werd 110 hectare groter.

## Natuur
Achter de duinenrij bevindt zich een schorrengebied. Dit staat via de Zwingeul rechtstreeks met de zee in verbinding. Hier vindt men grote oppervlakten begroeid met de planten zeekraal en lamsoor. Vooral de laatste, plaatselijk bekend als 'schorrebloem', zet tijdens de bloeitijd een groot deel van het gebied in paarse kleur. Daarnaast groeien er andere zoutminnende planten als strandkweek, zoutmelde en in het vloedmerk de zeebiet. Langs de zeedijk wordt de gele hoornpapaver gevonden. Tureluur, kluut en scholekster broeden in het gebied en ook de kleine zilverreiger komt er voor.

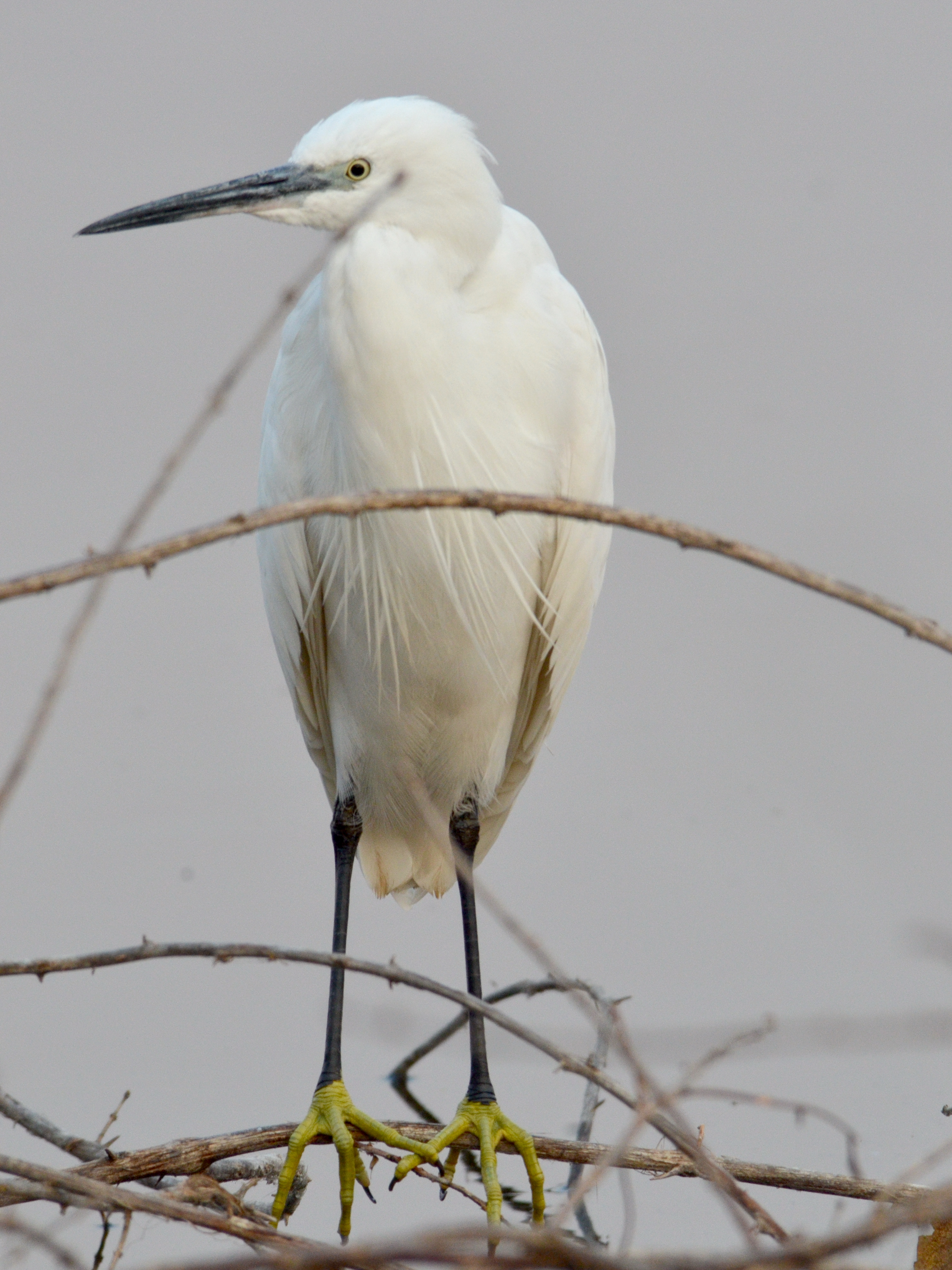
Kleine zilverreigers worden vaak gezien in Het Zwin
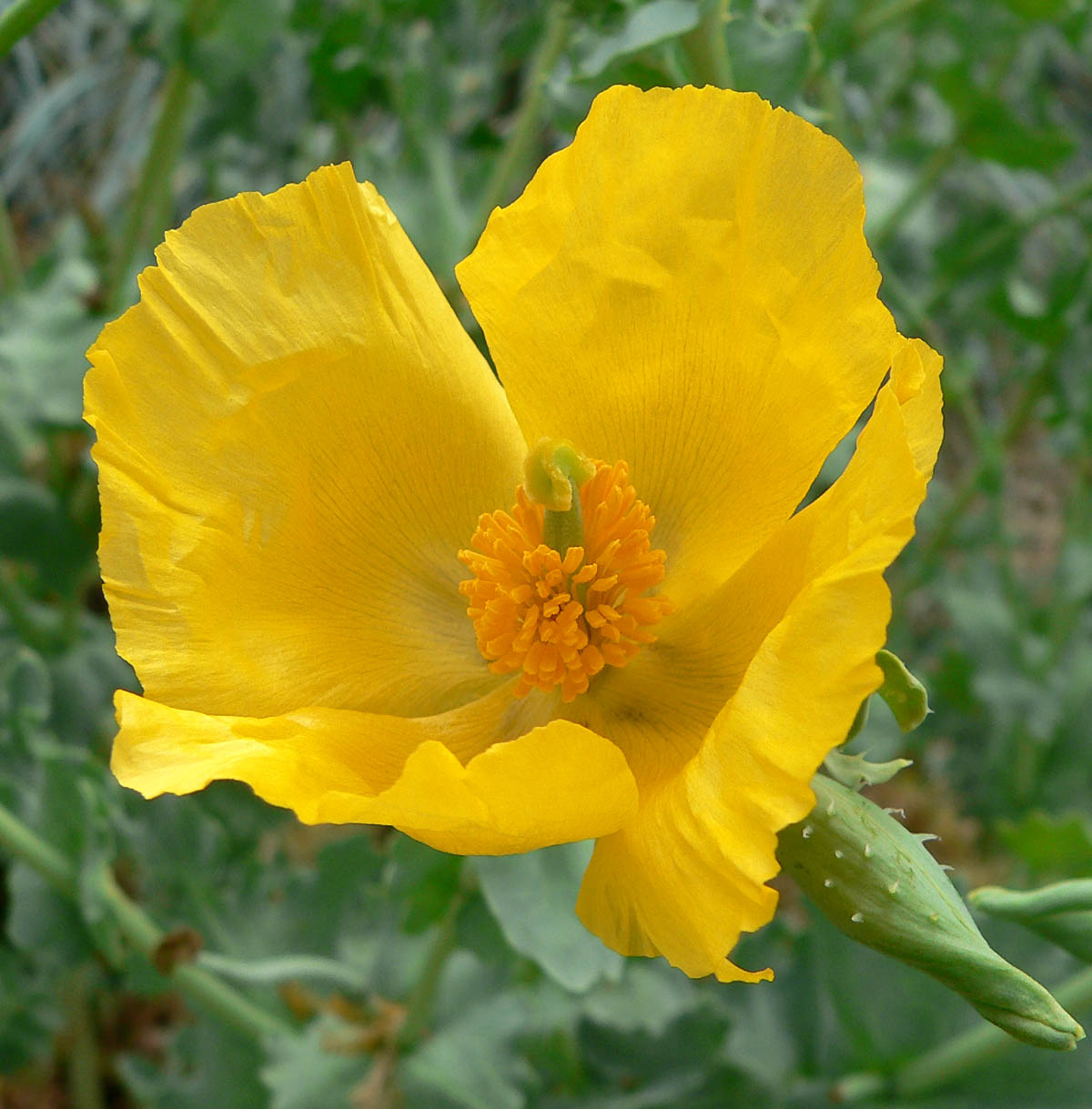
Gele hoornpapaver
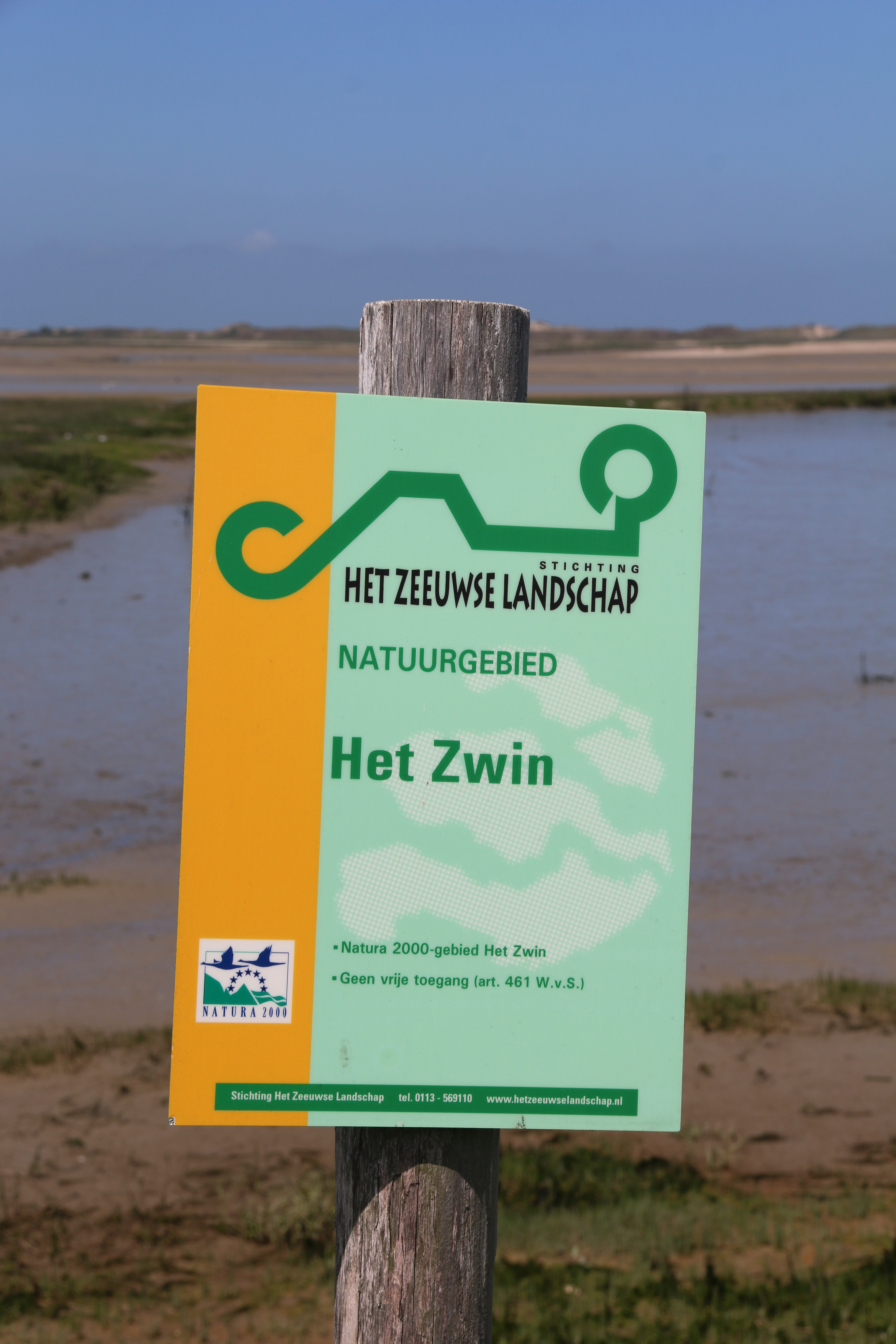
Terreinbord Het Zeeuwse Landschap